# Selamet II Giray
Ğazı III Giray, född okänt år, död 1751, var Krimkhanatets khan 1740–1743. 